# Щепкин, Михаил Семёнович
Михаи́л Семёнович Ще́пкин (6 (17) ноября 1788, село Красное, Обоянский уезд, Курская губерния — 11 (23) августа 1863, Ялта, Таврическая губерния) — русский актёр, один из основоположников русской актёрской школы.

## Биография

### Ранние годы
Михаил Щепкин родился 6 (17) ноября 1788 года в селе Красном Обоянского уезда Курской губернии в семье крепостного графа Г. С. Волкенштейна, Семёна Григорьевича Щепкина.
С 1799 по 1801 год он обучался в Суджанском народном училище. Во время учёбы, в 1800 году, сыграл свою первую роль — слуги Розмарина — в комедии А. П. Сумарокова «Вздорщица». В 1801—1802 годах играл в домашнем крепостном театре графа Волкенштейна. Во время обучения в Курском народном училище (с 1801 по 1803 год) был суфлёром в Курском городском театре братьев М. Е., А. Е. и П. Е. Барсовых, а также переписывал тексты ролей для актёров. В 1805 году впервые вышел на профессиональную сцену: в спектакле «Зоа» по пьесе Л.-С. Мерсье заменил запившего актёра в роли Андрея-почтаря. С этого времени с разрешения графа Волкенштейна стал играть в театре братьев Барсовых.
В 1816 году Щепкин поступил в труппу И. Ф. Штейна и О. И. Калиновского и выступал в Харькове. В 1818 году малороссийский генерал-губернатор князь Н. Г. Репнин-Волконский пригласил труппу Штейна в Полтаву, и Щепкин стал актёром Полтавского театра. Директорами театра в это время были А. О. Имберг, правитель канцелярии князя Репнина, и малорусский поэт, писатель и драматург И. П. Котляревский. Щепкин занял в труппе ведущее положение: специально для него Котляревский написал роли в своих пьесах «Наталка-Полтавка» и «Солдат-чародей». Князь Репнин-Волконский решил выкупить крепостного Щепкина у графини Волкенштейн. Для этого он поручил Имбергу организовать спектакль по подписке и сам внёс первые двести рублей. В 1822 году актёр получил вольную.
В марте 1822 года Щепкин вернулся в труппу Штейна, летом играл в спектакле «Опыт искусства» на Ильинской ярмарке в Ромнах, где его увидел чиновник Конторы московских театров драматург В. И. Головин, чья восторженная рекомендация впоследствии привела к приглашению Щепкина в московскую труппу Ф. Ф. Кокошкина. Осенью 1822 года Щепкин выступал в Тульском театре.
В провинциальных театрах Щепкину приходилось исполнять самые разные роли, в том числе и женские (Еремеевна в «Недоросле» Д. И. Фонвизина, Баба-яга в одноимённой комической опере Д. П. Горчакова и М. Стабингера), в постановках разных жанров. Именно в это время начал формироваться актёрский метод Щепкина: «искусство настолько высоко, насколько близко к природе». Актёр тщательно прорабатывал роли, стремясь воспроизводить характер персонажа как можно более жизненно, правдоподобно, обобщая в них жизненные наблюдения за типажами; вносил в роли неоднозначность, внутреннюю противоречивость. Наибольший успех ему принесли бытовые и лирико-комедийные роли, в том числе роли с «переодеваниями», требующие внешних и внутренних трансформаций.

### В Москве
Чиновник Конторы московских театров В. И. Головин вспоминал позднее: «Михаил Семёнович играл в пьесе „Опыт искусства“ в трудной роли: то мужчиною, то женщиною. В тысяче видах этот Протей заблистал передо мною, как драгоценный алмаз, всеми своими гранями».
Именно по инициативе В. И. Головина Щепкина в 1822 году пригласили в труппу московского театра (с 1824 года — Малый театр), в котором он остался до конца своей жизни. Дебют в московском театре состоялся 20 сентября 1822 года в ролях Богатонова в комедии М. Н. Загоскина «Г-н Богатонов, или Провинциал в столице» на сцене Театра на Моховой. За актёром быстро закрепилась слава «первого комического актёра для ролей характерных в так называемых высоких комедиях, для амплуа пожилых холостяков, благородных отцов, оригинальных мужей и вообще для представления самых трудных комических лиц». Однако даже в комических ролях ему удавалось находить драматический подтекст.
Освободиться от чисто комического репертуара Щепкину удалось в 1830-е годы, когда на сцене Малого театра ставились «Горе от ума» А. С. Грибоедова и «Ревизор» Н. В. Гоголя. В них актёр создал многогранные, выпуклые образы Фамусова и Городничего.
В 1835 году Щепкин в свой бенефис впервые сыграл Шейлока в «Венецианском купце» У. Шекспира и Симона в «Матросе» Т. Соважа и Ж. Делюрье, что по-новому раскрыло его драматический талант. Романтические трагедийные роли были встречены зрителем с недоумением, но затем стали восприниматься как достижение актёра.
Щепкин был дружен с Т. Г. Шевченко, А. Н. Островским, А. С. Пушкиным, Н. В. Гоголем, А. И. Герценом, Н. А. Некрасовым, Т. Н. Грановским, В. Г. Белинским, И. С. Тургеневым. Специально для актёра В. Г. Белинский писал пьесу «Пятидесятилетний дядюшка, или Странная болезнь», Тургенев — пьесу «Нахлебник», а также роль Мошкина в пьесе «Холостяк»; А. И. Герцен, Т. Н. Грановский и Е. Ф. Корш перевели для него пьесу Ф. Мэссинджера «Новый способ платить старые долги», Н. Х. Кетчер — «Генриха IV» и «Комедию ошибок» Шекспира. Однако Щепкин всё равно ощущал однообразие предлагаемых ему ролей и тем.
В 1853 году во время единственной своей поездки за границу М. С. Щепкин встречался с А. И. Герценом; затем писал ему:

Рабы ещё не хотят быть свободными. С чего напала на тебя человеческая гордость делать их свободными против их воли, быть так сказать, творцом их счастия… Оставьте мир расти по своим естественным законам и помогайте его росту развитием в человеке нравственного чувства, сейте мысль, но не поливайте кровью… Я знаю, у тебя много логики, и потому ты знаешь, что это будет неравный бой, и потому это будет нечестно, в любви к человеку я бы поборолся с тобой, и тогда бог знает, чья бы взяла.
— Кучина А. В. Михаил Семёнович Щепкин // Московский журнал. — 2005. — № 7. — С. 37. — ISSN 0868-7110.
Эстетические принципы работы над ролью, глубокого проникновения в характер, осмысления персонажа, заложенные Щепкиным, в дальнейшем укреплялись в Малом театре и стали основой системы Станиславского.

### Смерть
Летом 1863 года Щепкин по настоянию врачей отправился на лечение в Ялту.
По воспоминаниям Александры Шуберт среди причин поездки именно в Ялту была надежда на встречу с императрицей, отдыхавшей тогда в Ливадии. С августейшей покровительницей Щепкин хотел обсудить финансирование актёрской школы в Москве и тяжёлое положение начинающих актёров. «Разумеется, всё осталось в мечтах, — писала А. Шуберт, — до Ливадии его не допустили…».
По пути в Крым больной уже Щепкин всё же давал спектакли, — в Нижнем, в Царицыне, в Таганроге. Прибыв в Керчь пароходом из Таганрога, Щепкин и здесь поддался на уговоры и сыграл два спектакля: «Ревизор» и «Солдат-чародей», — третий был отменён из-за плохого самочувствия актёра. Из-за болезни же Щепкин, по пути в Ялту, не смог принять приглашение Айвазовского навестить его в Феодосии.
В Ялте он остановился в доме у своих друзей — управляющего императорским имением в Ливадии Я. Лазаревского и главного врача города Ялты, украинского поэта С. Руданского, — и, как казалось, почувствовал себя лучше. Вскоре князь Воронцов прислал за ним коляску, доставившую его в Алупкинский дворец. — В тот вечер у Воронцовых собирались гости, и хозяева попросили Щепкина прочитать отрывок из «Мёртвых душ». Во время чтения Михаилу Семёновичу стало плохо. Осмотревший его врач констатировал, что положение весьма серьёзно. Перепугавшиеся Воронцовы отправили знаменитость в гостиницу:

За три дня до смерти сознание Михаила Семёновича потеряно не было, — вспоминал о последних днях жизни великого артиста его верный слуга Александр Алмазов, — несколько времени могли отвечать на вопросы, а иногда не могли… В это время М. С. вдруг подзывают меня и спрашивают: «Александр, а куда Гоголь ушёл?» Я им говорю: «Какой Гоголь?» — «Николай Васильевич». — «Он давно уже умер». — «Как умер? Давно ли?» — «Давно». — «Да, вот оно что…». Это были его последние слова. Отвернулся лицом к стене, чтобы больше не вставать.
Это произошло в полдень 11 августа 1863 года. Отпевали Михаила Семёновича через два дня в ялтинском соборе. «Были придворные певчие и музыка, и церемония была весьма приличная». На панихиде присутствовал и генерал-губернатор Тавриды — Г. В. Жуковский.
Цинковый гроб с телом Щепкина привезли в Москву на лошадях 20 сентября. 22 сентября его похоронили на Пятницком кладбище; согласно последней воле Михаила Семёновича, похоронили его рядом с могилой друга — профессора Т. Грановского.

### Семья
- Жена — Елена Дмитриевна Чаликова; родом была турчанка. При осаде Анапы, в 1791 году, в одной из деревень солдаты тогда ещё полковника Чаликова подобрали брошенного младенца; когда выяснилось, что это девочка, будущий генерал-майор взял её к себе и растил как свою дочь. С Щепкиным они познакомились в театре. Брак Елены Дмитриевны в 1812 году с крепостным тогда ещё Щепкиным автоматически делал крепостной и его вольную супругу, и характеризует Елену Дмитриевну как женщину исключительного темперамента, а Щепкина как очень находчивого и образованного крепостного[6][7].

Дети:
- Фёкла (Фаина) Михайловна (1814—1852) — в замужестве Барсова, актриса (Щепкина 1-я).
- Александра Михайловна (1816—1841) — актриса (Щепкина 2-я).
- Дмитрий Михайлович (1817—1857)
- Николай Михайлович (1820—1886)
- Пётр Михайлович (1821—1877) — юрист, товарищ председателя Московского окружного суда; дед Т. Л. Щепкиной-Куперник.
- Александр Михайлович (1828—1885) — юрист, управляющий Тульской казённой палатой
- Вера (1830 - после 1857)

## Роли в театре
Домашний театр
- 1800 — «Вздорщица» А. П. Сумарокова — слуга Розмарин (первая театральная роль)
- 1801—1802:
  - «Опыт искусства» Н. Р. Судовщикова — Актёр
  - «Сбитенщик» Я. Б. Княжнина — Степан-сбитенщик
  - «Несчастье от кареты» Я. Б. Княжнина — помещик-галломан Фирюлин

Театр братьев Барсовых (г. Курск)
- 1805 — «Зоа» Л.-С. Мерсье — Андрей-почтарь (дебют на профессиональной сцене)

Полтавский театр
- «Наталка-Полтавка» И. П. Котляревского — Макогоненко
- «Солдат-чародей» И. П. Котляревского — Михайло Чупрун

Малый театр
Многие постановки шли на сцене московского Большого театра, поскольку это была единая труппа — московское отделение Императорских театров.
- 1822 — «Г-н Богатонов, или Провинциал в столице» М. Н. Загоскина — Богатонов
- 1822 — «Марфа и Угар, или Лакейская война» Ж.-Б. Дюбуа — Угар
- 1824 — «Хлопотун, или Дело мастера боится» А. И. Писарева — Репейкин
- 1825 — «Школа жён» Мольера — Арнольф
- 1828 — «Школа мужей» Мольера — Сганарель
- 1830 — «Скупой» Мольера — Гарпагон[9]
- 1831 — «Горе от ума» А. С. Грибоедова — Фамусов
- 1835 — «Венецианский купец» У. Шекспира — Шейлок
- 1835 — «Матрос» Т. Соважа и Ж. Делюрье — Симон
- 1836 — «Ревизор» Н. В. Гоголя — Городничий
- 1839 — «Пятидесятилетний дядюшка, или Странная болезнь» В. Г. Белинского
- 1839 — «Лев Гурыч Синичкин, или Провинциальная дебютантка» Д. Т. Ленского — Лев Гурыч Синичкин
- 1842 — «Семейные дела, или С больной головы на здоровую». Водевиль в 1 действии Э. Кормона и Ж. Шабо де Буэна (ориг.назв.: Le beau-pere). Пер. с фр. М. К. (в помещении Большого театра)
- 1845 — «Новый способ платить старые долги» Ф. Мессинджера
- 1850 — «Холостяк» И. С. Тургенева — Мошкин[10]
- 1852 — «Комедия ошибок» Шекспира
- 1853 — «Скупой рыцарь» А. С. Пушкина — Барон
- 1853, 1855 — «Свадьба Кречинского» А. В. Сухово-Кобылина — Муромский
- 1854, 1855 — «Бедность не порок» А. Н. Островского — Коршунов, Любим Торцов
- 1861 — «Свои люди — сочтёмся» А. Н. Островского — Большов
- 1862 — «Нахлебник» И. С. Тургенева — Кузовкин[11]
- «Женитьба» Н. В. Гоголя — Подколёсин, Кочкарёв
- «Игроки» Н. В. Гоголя — Утешительный
- «Тяжба» Н. В. Гоголя — Бурдюков

Большой театр
На сцене Большого театра М. С. Щепкин пел в опере Л. Керубини «Водовоз», исполняя заглавную партию.

## Память
- Дом-музей Михаила Щепкина в Москве.
- В селе Алексеевка Белгородской области действует Историко-театральный музей М. С. Щепкина.
- Имя актёра носит областной драматический театр в городе Белгороде. Перед театром установлен памятник Щепкину.
- Имя актёра носит Высшее театральное училище при Государственном академическом Малом театре; Малый театр также называли Домом Щепкина[13].
- В Липецке есть переулок Щепкина.
- В Липецке так же есть кафе Щепкин, расположенное по адресу ул. Ворошилова, д. 3
- В Ярославле есть улица Щепкина.
- В Москве есть улица Щепкина (бывшая 3-я Мещанская), на которой расположен Дом-музей М. С. Щепкина[14] — филиал Театрального музея им. А. А. Бахрушина[15].
- В Алма-Ате есть улица имени Щепкина, проходящая через Ауэзовский и Бостандыкский районы города.
- В Курске есть улица имени Щепкина и кинотеатр.
- В Старом Осколе одна из улиц Юго-Западного округа названа в честь М. С. Щепкина.
- В 1980 году во дворе ЦДРИ был установлен бюст Щепкина[13].
- В Сумах есть улица Щепкина, а также Национальный академический театр драмы и музыкальной комедии имени М. С. Щепкина. Возле него установлен памятник.
- В Судже Щепкину установлен памятник-бюст, в его честь названы улица, парк и краеведческий музей.
- В Одессе улица носила имя Щепкина (ныне Елисаветская).
- Именем Михаила Щепкина назван самолёт Boeing 737-800 авиакомпании Аэрофлот[16].
- Русская писательница, драматург, поэтесса, переводчица Татьяна Щепкина-Куперник, приходившаяся Щепкину правнучкой, в двенадцатилетнем возрасте написала стихи, посвящённые актёру[17].

- Щепкинское театральное училище
- Дом-музей в Москве 
ул. Щепкина, 47
- Мемориальная доска в Курске на «Доме офицеров»
- Памятник Щепкину в Белгороде.

- Драматург А. Н. Островский (1823—1886), актёры М. Н. Ермолова (1853—1928), П. С. Мочалов (1800—1848), М. С. Щепкин (1788—1863) и П. М. Садовский (1818—1872). Почтовая марка СССР 1949 год
- 175 лет со дня рождения и 100 лет со дня смерти Михаила Щепкина. Почтовая марка СССР, 1963 год
- Художественный маркированный конверт СССР, 1974 год